# Neptunidraco ammoniticus
Neptunidraco ammoniticus è un rettile marino estinto, affine ai coccodrilli. Visse nel Giurassico medio (Bajociano - Batoniano, circa 165 milioni di anni fa) e i suoi resti fossili sono stati ritrovati in Italia. È il più antico metriorinchide noto.

## Descrizione
Questo animale è noto per un cranio parziale con mandibola e alcune vertebre (l'olotipo), e per un altro cranio parziale (noto in precedenza come "Steneosaurus" barettoni e attualmente noto come Neptunidraco sp.). Neptunidraco possedeva un muso allungato, dotato di denti piuttosto grandi e aguzzi, larghe ossa prefrontali che andavano a formare una sorta di "visiera" sopra le orbite, e un'ampia zona postorbitale con due finestre sopratemporali allargate, dalla forma vagamente ellittica. Si suppone che l'intero cranio fosse lungo circa 80 centimetri, e che l'animale intero raggiungesse i 4 metri di lunghezza. Come tutti i metriorinchidi, Neptunidraco doveva possedere quattro arti trasformati in strutture simili a pagaie.
Neptunidraco possedeva due caratteristiche (autapomorfie) che lo distinguevano da tutti gli altri metriorinchidi: il margine caudolaterale dell'osso prefrontale era concavo in vista dorsale (negli altri metriorinchidi il margine è dritto o convesso), e la regione interorbitale era insolitamente stretta in rapporto all'ampiezza della regione postorbitale.

## Etimologia del nome
Il nome del genere, Neptūnìdrăcō, significa drago di Nettuno (dal latino drăcō-drago- Neptūnī-di Nettuno, dio delle acque e, in particolare, del mare-), proprio ad indicare la sua natura marina, mentre il nome specifico, ammōnìtĭcŭs, si riferisce alla formazione in cui è stato ritrovato. Lo scheletro venne scoperto per caso osservando due lastre di calcare, della formazione rosso ammonitico veneto, tagliate per essere usate come materiale per opere edili.